# Primavera de Jarpa

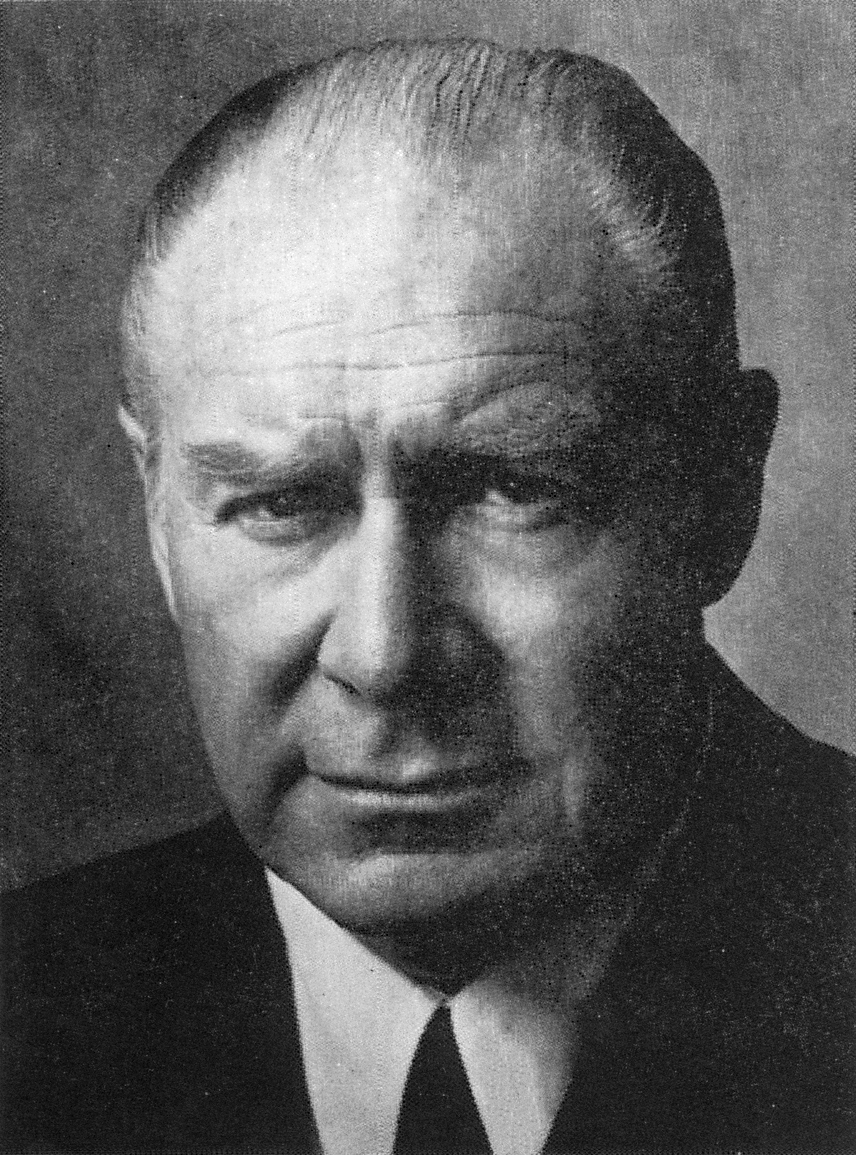
Sergio Onofre Jarpa.

Primavera de Jarpa es el nombre con el que se suele denominar al período de apertura política que ocurrió durante la dictadura militar de Chile entre 1983 y 1984. El nombre hace referencia a la Primavera de Praga y al ministro del Interior Sergio Onofre Jarpa, quien lideró dicho proceso.

## Historia

### Antecedentes
Después del golpe de Estado del 11 de septiembre de 1973 los partidos políticos chilenos estaban prohibidos. El 8 de octubre de 1973 los pertenecientes a la Unidad Popular fueron proscritos y tres días después el resto de los partidos y movimientos políticos fueron declarados en receso, siendo disueltos definitivamente el 12 de marzo de 1977.
Si bien existía el receso político, varios partidos políticos (como el Partido Demócrata Cristiano y el Partido Socialista) mantenían su actividad en la clandestinidad o en el exilio. Otros movimientos comenzaron a surgir a partir de 1979, como por ejemplo el Movimiento Social Demócrata, el Movimiento Nacionalista Popular en el sur y los Talleres Socialistas Democráticos, este último investigado judicialmente en 1980 por violar dicho receso impuesto por las autoridades.

### Desarrollo
Al asumir Sergio Onofre Jarpa como ministro del Interior el 10 de agosto de 1983, se iniciaron conversaciones con varias agrupaciones políticas con el fin de poder consensuar reformas o modificaciones legales para facilitar la transición democrática.
Durante la primavera de Jarpa surgieron diversos partidos, movimientos y coaliciones políticas tanto de izquierda como de derecha. Los casos más emblemáticos fueron:
- La Alianza Democrática (AD): coalición opositora a Pinochet constituida en agosto de 1983 y que reunía desde el PS moderado hasta el PDC.
- El Movimiento Democrático Popular (MDP): coalición constituida en septiembre de 1983 que reunía a las fuerzas que estaban a la izquierda de la Alianza Democrática.
- El Acuerdo Democrático Nacional (Adena): agrupación de movimientos de derecha creada en julio de 1984.[8]

Como parte del proceso de apertura, se flexibilizó el exilio —lo que permitió el regreso al país de políticos como Andrés Zaldívar—, se levantó la censura de prensa —lo cual permitió el incremento de informaciones relacionadas con actividades de la oposición a la dictadura y permitió la autorización de nuevas publicaciones opositoras como la revista Cauce— y se permitió a los colegios profesionales y federaciones de estudiantes la elección directa de los miembros de sus directivas.
Jarpa realizó conversaciones con diversos grupos políticos para consensuar acuerdos que permitieran el reinicio de la actividad política legal en el país. La Alianza Democrática inicialmente exigía la renuncia inmediata de Pinochet y la creación de una Asamblea Constituyente, lo cual Jarpa rechazó de inmediato. Augusto Pinochet anunció el 2 de octubre de 1983 que no se realizaría ninguna modificación a la Constitución, con lo cual las negociaciones quedaron en punto muerto y la AD suspendió sus reuniones con el ministro del Interior. Por su parte, el proyecto de reforma constitucional que proponía adelantar la reapertura del Congreso Nacional para 1987 fue despachado por Pinochet a la Junta de Gobierno, sin embargo quedó archivado sin ser tramitado en su totalidad en marzo de 1984.
Las crecientes Jornadas de Protesta Nacional, sumado a la intensa actividad combativa del Frente Patriótico Manuel Rodríguez, generaron que se declarara estado de sitio desde el 6 de noviembre de 1984, poniendo fin al período de apertura política. Sergio Onofre Jarpa fue destituido del Ministerio del Interior el 12 de febrero de 1985.